# Апостол Зограф
Апостол Зограф (XVIII век -  XIX век) био је српски сликар и иконописац из Македоније.

## Биографија
Једина сачувана икона коју је насликао Апостол Зограф посвећена је Светом Николи и налази се у цркви Светог Спаса у Велесу. Апостол Зограф је учио иконопис на Светој Гори.